# Creu de terme d'Almacelles
La Creu de terme d'Almacelles és una creu de terme catalogada com a monument del municipi d'Almacelles (Segrià) i inclosa en l'Inventari del Patrimoni Arquitectònic de Catalunya.

## Descripció
L'actual conjunt escultòric que conforma la Creu de terme és una còpia moderna feta el 1948 de l'antiga, i està ubicada al mateix lloc. El conjunt està format per un basament esglaonat, un peu i un suport de columna, columna de fust llis, capitell hexagonal i coronament de creu llatina, tot ell fet en pedra. Actualment es troba encerclada per una zona enjardinada que emmarca l'entrada principal al polígon industrial del Pla de la Creu.

## Història
La creu original, de factura gòtica, va desaparèixer cap al 1860, probablement amb les obres d'un túnel del ferrocarril que passa justament per sota, i fou substituïda per una altra de reduïdes dimensions de ferro forjat, que va restar en aquell mateix indret fins a la Guerra civil de 1936, en què també es retirà i se substituí per la que hi ha actualment. La creu li dona nom a una àrea industrial coneguda com a polígon industrial «El Pla de la Creu».